# Kaoru Tada
Kaoru Tada (多田かおる?, Tada Kaoru; Osaka, 25 settembre 1960 – 11 marzo 1999) è stata una fumettista giapponese.

## Biografia
Tada ha debuttato nel 1977, quando era ancora una studentessa delle scuole superiori, sulla rivista "Deluxe Margaret" della Shūeisha. I suoi manga appartengono al genere shōjo e presentano storie d'amore incentrate su personaggi femminili. Le trame includono momenti comici, e i disegni sono caratterizzati da linee nette.
Alcuni dei lavori più popolari della Tada sono Kiss Me Licia, Itazura na Kiss e Kimi no na wa Debora.
Kiss Me Licia rappresenta la scena musicale rock giapponese nei primi anni '80. La serie animata basata su tale manga è stata la prima in assoluto ad inserire canzoni originali tra i suoi episodi. Un altro manga della Tada, Miihaa Paradise, si svolge nel mondo del rock 'n' roll.
Itazura na Kiss (Bacio Malizioso) - iniziato nel 1991 e rimasto incompleto - è stato il successo più grande della Tada in madrepatria. Racconta la storia tra Kotoko e Naoki dai giorni delle scuole superiori fino al periodo dopo il loro matrimonio. La serie ha ispirato anche una pubblicazione artistica e due romanzi scritti da Nori Harata, pubblicati nella rivista "Cobalt" della Shūeisha. Nel 1996 fu prodotta in Giappone una serie televisiva live action basata su Itazura na Kiss, i cui protagonisti erano Aiko Satō nel ruolo di Kotoko e Takashi Kashiwabara nel ruolo di Naoki. Nel 2005, il manga è stato adattato in serie televisiva anche a Taiwan, dove ha preso il nome di It Started With a Kiss, e nel 2008 è stata pubblicata anche una serie animata.
Kaoru Tada è morta nel 1999 a causa di una emorragia cerebrale. Durante un trasloco, ha battuto la testa su una superficie di marmo ed è caduta in coma. È morta tre settimane più tardi, all'età di 38 anni.

## Lista di manga
- Kiss Me Licia (titolo originale: Ai Shite Knight), 愛してナイト, pubblicato su Margaret, 1981-83, 7 volumi
- Miihaa Paradise (Il paradiso dei fan), Margaret, 1989-90, 2 volumi
- Itazura na Kiss (Bacio Malizioso), イタズラなKiss, Margaret, 1991-1999, 23 volumi
- Itazura na Kiss Irasuto Shuu, 多田かおるイラスト集 イタズラなKiss, libro d'arte pubblicato dalla Shūeisha, 1 volume
- Kawaii Ojisama (Un bravo papà), Margaret, 1 volume
- Kimagure Enjeru (Angelo Capriccioso), きまぐれエンジェル, Margaret, 1 volume
- Kimi no Na wa Debora (Il tuo nome è Deborah), 君の名はデボラ, Margaret, 1988, 2 volumi
- Debora la rivale (titolo originale: Debora ga Raibaru), デボラがライバル, Margaret, 1996-1998, 4 volumi
- Sabishigariya no Deborah, さびしがりやのデボラ, Margaret, 1 volume
- Horeru Yo! Koi, Margaret, 1 volume
- Ai Shi Koi Shi no Manon!, Margaret, 1 volume
- Kinta-kun ni Goyoujin!, Margaret, 1 volume
- Tiinzu Burabo (Teens Bravo), Margaret, 1 volume
- High School Magic, Margaret, 2 volumi